# David Marshall (Fußballspieler)
David James Marshall (* 5. März 1985 in Glasgow) ist ein ehemaliger schottischer Fußballspieler auf der Position eines Torwarts. Von 2004 bis 2021 bestritt er für die schottische Fußballnationalmannschaft 47 Länderspiele.

## Karriere

### Verein
Marshall kommt aus der Jugendabteilung von Celtic aus Glasgow. Sein Debüt feierte er am 25. März 2004 im Rückspiel der Achtelfinalbegegnung im UEFA-Pokal gegen den FC Barcelona im Camp Nou. Der damals 19-jährige ersetzte den gesperrten Robert Douglas und spielte eine exzellente Partie, in der er unter anderem einen Elfmeter von Ronaldinho hielt, und half Celtic in die nächste Runde einzuziehen. Nachdem Trainer Gordon Strachan den polnischen Torhüter Artur Boruc verpflichtete, reduzierten sich die Einsatzzeiten von Marshall deutlich.
Mitte Januar 2007 wurde David Marshall zum englischen Zweitligisten Norwich City ausgeliehen, um mehr Spielpraxis zu erhalten. In der darauffolgenden Saison übernahm ihn Norwich City definitiv. Marshall bestritt in der Folge zwei Spielzeiten als Stammtorhüter für den Verein aus Norwich, entschied sich jedoch nach dem Abstieg seiner Mannschaft in die dritte Liga für einen Vereinswechsel. Für 500.000 Pfund Ablöse wechselte er zu Cardiff City und blieb damit in der Football League Championship. Auch in Cardiff konnte er sich als Stammspieler etablieren und verfehlte mit seiner Mannschaft nach einem vierten Rang in der Saison 2009/10 den Aufstieg in die Premier League nur knapp. City hatte das Play-off-Finale in Wembley gegen den FC Blackpool mit 2:3 verloren.
Am 30. August 2016 verließ Marshall Cardiff nach sieben Jahren und unterschrieb einen Dreijahresvertrag bei Hull City. Für sein neues Team bestritt er sechzehn Partien in der Premier League 2016/17 und stieg am Saisonende als Drittletzter in die zweite Liga ab. Nachdem er in der Saison 2017/18 nur Ersatz für den Stammkeeper Allan McGregor war, wurde er nach dessen Wechsel zu den Glasgow Rangers in der EFL Championship 2018/19 die neue Nummer eins.
Anfang Juli 2019 wechselte der ablösefreie Torhüter zum Ligarivalen Wigan Athletic und unterschrieb für zwei Jahre. Aufgrund des Abstiegs seiner Mannschaft in der EFL Championship 2019/20 verließ er den Verein nach nur einem Jahr und schloss sich Derby County an.
Zur Fußball-Europameisterschaft 2021 wurde er in den schottischen Kader berufen, kam aber mit diesem nicht über die Gruppenphase hinaus.